# Joseph Ruau
Joseph Ruau (Parigi, 5 giugno 1865 – Ivry-sur-Seine, 29 settembre 1923) è stato un politico francese.

## Biografia
Nacque a Parigi da una famiglia di Juzet-d'Izaut. Era nipote del matematico Joseph Liouville. Da giovane, dopo essere diventato avvocato, si iscrisse al partito della Sinistra radicale, ma intorno ai 45 anni dovette abbandonare la carriera politica a causa di gravi problemi di salute, che nel giro di un decennio lo portarono alla morte.
Fu sindaco della cittadina occitana di Aspet. Tra il 1897 e il 1914 fu eletto deputato nell'Alta Garonna per la Sinistra radicale. Inoltre tra il 1905 e il 1910 venne nominato Ministro dell'Agricoltura. Il 3 luglio 1905 votò la legge, che venne promulgata il 9 dicembre 1905, relativa alla separazione tra Stato e Chiese.
Come sindaco di Aspet, Joseph Ruau favorì la realizzazione del trenino che, tra il 1906 e il 1936, collegò la cittadina a Saint-Gaudens e ordinò la costruzione di un ospedale rurale, del municipio e del mattatoio. In suo onore, la cittadina ha eretto un busto, ubicato in Place de la République, e realizzato dallo scultore André Abbal.